# Eberhard (Naumburg-Zeitz)
Eberhard, auch Eppo († 5. Mai 1079 bei Würzburg) war von 1045 bis 1079 Bischof von Naumburg. Eberhard war als Kapellan einer der wichtigsten Berater König Heinrichs IV.

## Leben
Die Herkunft Eberhards ist unbekannt. Die seit dem 17. Jahrhundert auftauchende Behauptung, Eberhard sei ein gebürtiger Graf von Wippra, ist mit älteren Quellen nicht zu stützen.
Eberhard war 1045 noch von König Heinrich III. zum Bischof von Naumburg ernannt worden. Er gehörte zu den nicht untypischen Reichsbischöfen, die ihre Aufgaben weniger in geistlichen Verpflichtungen als vielmehr in politischen Tätigkeiten für König und Reich sahen. 1060 begleitete er den minderjährigen König Heinrich IV. auf dem Ungarnfeldzug, wodurch er in dessen unmittelbare Umgebung gelangte. Auf dessen Seite blieb er unbeirrt stehen, auch zu Zeiten des Sachsenkrieges und des Investiturstreits. Während des Sachsenkrieges wurde er als königstreuer Bischof zeitweise aus seinem Bistum vertrieben, gehörte stattdessen zu den wenigen Begleitern Heinrichs, die mit ihm 1073 aus der belagerten Harzburg nach Hersfeld und letztendlich nach Worms flohen. Im Investiturstreit zwischen Papst Gregor VII. und König Heinrich IV. gehörte er auf der Reichsversammlung, die im Januar 1076 in Worms stattfand, zu den Bischöfen, die Gregor VII. den Gehorsam aufkündigten. An der folgenden Reichsversammlung im Mai 1076, ebenfalls in Worms, auf der der Papst abgesetzt werden sollte, war er einer der wenigen, die sich an der Aktion beteiligten, die aber scheiterte. Im folgenden Jahr begleitete er Heinrich nach Canossa, wo er sich neben Hugo von Cluny und anderen dem Papst gegenüber für Heinrich verbürgte.
Nach der Rückkehr aus Italien 1077 war es für Eberhard nicht mehr möglich sein Bistum zu betreten. Er wurde daher von Heinrich IV. 1077 oder 1078 als Administrator im Bistum Würzburg eingesetzt. Der dortige papsttreue Bischof Adalbero musste fliehen und der König benannte später mit Meinhard und Emehard Gegenbischöfe. Eberhard starb am 5. Mai 1079 in der Nähe von Würzburg durch einen Sturz vom Pferd.